# Fiebre de aguas negras
La fiebre de aguas negras es una complicación de malaria en la cual las células rojas de la sangre estallan en el torrente sanguíneo (hemólisis), liberando la hemoglobina directamente a los vasos sanguíneos y a la orina, con frecuencia llevando a una insuficiencia renal.

## Síntomas
A los pocos días del inicio hay escalofríos, con rigor, fiebre alta, ictericia, vómitos, anemia progresiva con rapidez, y orina de color rojo oscuro o negra.

## Causas
La causa de las crisis hemolíticas en esta enfermedad son desconocidas. Hay una destrucción rápida y masiva de glóbulos rojos con la producción de hemoglobinemia (hemoglobina en la sangre, pero fuera de las células rojas de la sangre), hemoglobinuria (hemoglobina en la orina), ictericia intensa, anuria (pasando de menos de 50 mililitros de orina en un día), y finalmente la muerte en la mayoría de los casos.
La explicación más probable para la fiebre de aguas negras es una reacción autoinmune aparentemente causada por la interacción del parásito de la malaria y el uso de la quinina. La fiebre de aguas negras es causada por una alta parasitación de células rojas en la sangre con Plasmodium falciparum. Ha habido al menos un caso, sin embargo, atribuido a Plasmodium vivax.
La fiebre de aguas negras es una complicación seria de la malaria, pero el paludismo cerebral tiene una mayor tasa bruta de mortalidad. La fiebre de aguas negras es mucho menos común hoy en día de lo que era antes en 1950. Es posible que la quinina desempeñe un papel en el desencadenamiento de la enfermedad, y esta droga no es más usada para la profilaxis de la malaria. La quinina sigue siendo importante para el tratamiento de la malaria, excepto cuando el parásito es resistente a la cloroquina, un problema que ha ido en aumento desde 1990.

## Tratamiento
El tratamiento es la quimioterapia contra la malaria, líquido por terapia intravenosa y a veces medicina intensiva y diálisis.